# 二二八事件處理委員會
二二八事件處理委員會（簡稱處委會）是指在1947年2月27日至5月16日發生於臺灣的二二八事件中，地方仕紳組成與臺灣省行政長官陳儀協商談判的二二八事件處理委員會。1947年2月27日，因臺灣省專賣局查緝員在臺北市查緝私煙時不當使用公權力造成民眾死傷，引起次日（28日）的陳情抗議傷亡。更擴及後續臺灣民眾大規模反抗政府與攻佔官署，本省人對外省人報復攻擊，中華民國國民政府派遣國軍逮捕與鎮壓殺害臺灣民眾。此事件，造成大量民眾傷亡。
1947年2月27日，專賣局查緝員在臺北市天馬茶房前查緝私菸，因不當使用公權力造成民眾一死一傷，成為事件導火線。隔天民眾前往行政長官公署前廣場示威請願，但遭公署衛兵開槍掃射，使原先的請願運動轉變成為反抗政府行動，臺灣在各地發生軍民衝突後，至3月6日已蔓延到除了澎湖外的全台灣，外省人受波及，遭臺籍民眾攻擊傷亡。事件期間的各地組織民兵進行武裝抗爭，並以臺中一帶謝雪紅等人領導的二七部隊較具規模，雖然地方士紳組成二二八事件處理委員會與臺灣省行政長官陳儀協商談判後，各地衝突稍緩，但陳儀仍於3月2日請求時任中國國民黨總裁兼國民政府主席蔣中正自中國大陸調派軍隊增援，蔣中正雖訓令陳儀及軍隊不得報復，且派時任國防部長白崇禧宣導「禁止軍警濫殺無辜」（他甫來台灣就制止軍隊和警察濫捕、濫殺無辜，強調在押人犯必須依法經過公開審判，且除了「煽動暴動之共產黨外」外都不究責）。但下層並未遵照指示，導致傷亡慘重，並讓臺人對中國感到失望，更成為後來臺獨運動興起的重要原因。3月8日起，增援軍隊陸續抵達臺灣，在各地展開武力鎮壓，隨後實施清鄉。

## 發展情況

### 組織成立

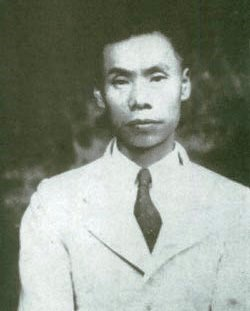
臺灣省參議會參議員王添灯，二二八事件時擔任處理委員會宣傳組長，多次與行政長官陳儀談判，後遭逮捕，在國軍審訊時被打到頭破血流並遭淋汽油燒死，棄屍淡水河。身後遺留七名失去雙親的孤兒。

在各地混亂之際，許多地方仕紳和民意代表出面與政府交涉，提出改革要求:54  。3月1日上午10時，臺北市參議會邀請國民大會代表、臺灣省參議員、國民參政會參政員:198:23-24，在中山堂成立「緝菸血案調查委員會」:88:198:126-127:120-121；並推派黃朝琴、王添灯、周延壽和林忠與陳儀會面:197-202，提出解除戒嚴、禁止軍警開槍、共組處理委員會等請求:198:127:121-122:23-24。下午5時，陳儀於臺灣廣播電臺首次發表談話，同意參議員與政府合組處理委員會處理事宜，並承諾解除戒嚴，及鄰里長具保後釋放市民，但禁止民眾集會遊行:91:199:124-125:57。
3月2日下午，二二八事件處理委員會首次在中山堂舉行，由參議會議長周延壽主持，周一鶚、胡福相、趙連芳、包可永、任顯群為長官公署代表，旁聽民眾擠滿會場:89-90:55:127-128:136，並採政治建設協會提出的商會、工會、學生、民眾、政治建設協會代表參加委員會，強化組織:55-56:128:136:61:23-24，並決議各縣市參議員和國大代表亦可參與:56:128。自處委會擴大組織後，參與成員越趨複雜，國民黨及陳儀屬下的特務份子紛紛滲透、分化處委會:95:148:59，而各派系領導權力問題浮現，又以蔣渭川的政治建設協會:186與劉明和陳逸松的意見衝突最為明顯:95:56、321:65-66，許多人遂轉而寄望於新的組織:186。
3月3日至3月4日，處理委員會推派代表到行政長官公署溝通:56:150-151、167-168；包括要求軍隊撤回軍營、治安由憲警和治安服務隊維持等:128:150:23-24。處理委員會並決議通知全臺17個縣市組織處理委員會分會:87:56:65:23-24。地方分會為處理各該地所發生之事件，並推派代表參加臺北市二二八處委會，以推進工作:166，但各分會參與程度不同:57  。

### 情治單位反間工作
忠義服務隊（屬於警備總部之下的單位:63）總隊長許德輝在呈交軍統頭號人物——保密局長毛人鳳的《臺灣二二八事變反間工作報告書》中，詳述他於2月28日晚經由軍統台灣站站長林頂立，及陳儀之弟引見陳儀，面准創立忠義服務隊應急制變的經過，明白透露當時情治單位利用黑道製造混亂的內幕。在吳濁流的著作《台灣連翹》中亦述及忠義服務隊中的流氓實則在燒殺擄掠，燒毀外省人商店、毆打外省人，一方面造成民眾對處委會的懷疑，一面製造中央派兵鎮壓的藉口:93:197-202；221-231:146-147。「反間工作報告」的曝光，證實了數十年來，有關陳儀等人曾於背後嚴密操控二二八事件的傳聞。
警備總部於四月初提出《臺灣二二八事變報告書》，這份報告書透露當時的情治單位透過直屬的許姓通訊員，化名高登進，參加政治建設協會為會員，平日偵知該會行動，事件中則由許氏領導台北22處流氓首領及部分學生進行反間工作，台中、台南、高雄、花蓮等地亦如法進行，「收效宏大」。

### 談判失敗

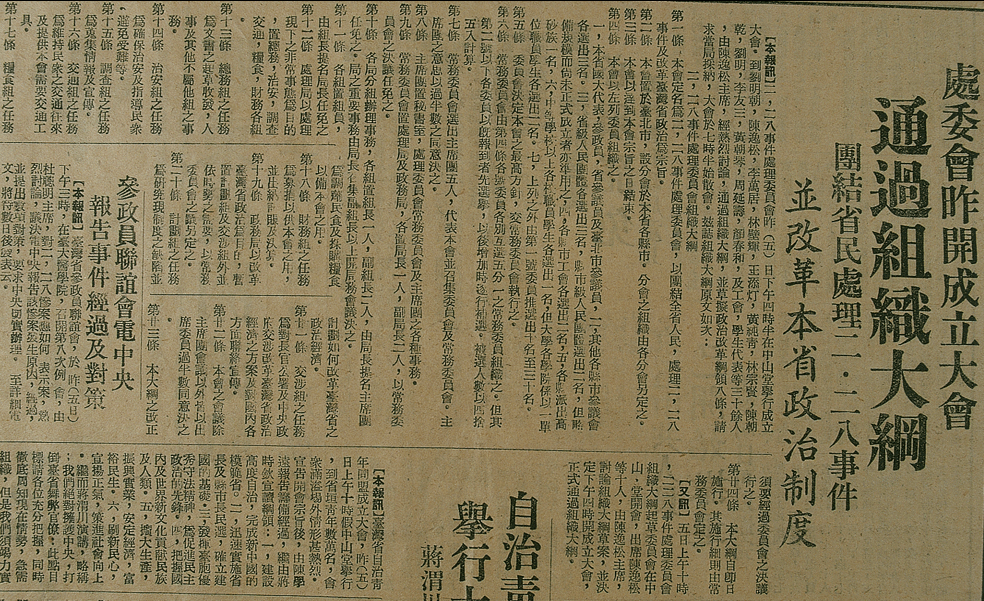
3月5日，二二八事件處理委員會並通過組織大綱，並於隔天選出常務委員會。

在與行政長官公署的談判中，處理委員會成員蔣渭川、王添灯、廖進平等人認為不該只處理衝突，而希望展開全面政治改革:307-313:327-337、366-373。3月4日的議案中，除了商討非法事件、治安維持等項目外:313-317，亦有政治改革內容:54-61:126-134:166-185。之後處理委員會推派蔣渭川、陳炘、林梧村、學生代表40多人，前往行政長官公署提出三點意見:126-134:166-185:313-317。3月5日，處理委員會通過組織大綱，確定以改革臺灣省政治為綱領:54-61:126-134:23-24:327-337，並決議前往南京市陳情:166-185。除了治安、撫卹議題外，處理委員會還提出八項政治改革方案:54-61:327-337，包含（1）臺灣省長官公署秘書長及民政、財政、工礦、農林、教育、警務各處長與法制委員會，須半數以本省人充任（2）公營事業由本省人經營。（3）即刻實施各縣市長民選（4）撤銷專賣制度（5）取消貿易局及宣傳委員會（6）人民應有言論、出版、集會、結社自由（7）保障人民生命、身體、財產之安全......。同日，主張體制內改革的蔣渭川成立台灣省自治青年同盟:186-201:324-327，之後更質疑陳儀暗中調派軍隊，而陳儀回應不會使用武力鎮壓:202-207:134-143。
3月6日，處理委員會開會選出常務委員會，共有林獻堂、王添灯、陳逸松、黃朝琴、李萬居、連震東、林連宗、黃國書等17人:54-61、207-213:126-134:202-222:327-337；同時發表《告全國同胞書》，表示將朝政治改革訴求發展:207-213:126-134:202-222:23-24。由於擔心軍隊調派的消息曝光，陳儀透過廣播表示願意接受處理委員會的改革方案:126-134:202-222:337-346。3月7日，因先前政治改革方案過於籠統，王添灯向處理委員會提出《三十二條處理大綱》:54-61、308-319:23-24:357-366，要求改革政治制度、各縣市首長選舉、臺灣人出任警察、臺籍官員超過一半等:96-103:145-158:327-337。處理委員會開會期間，警備總部結合軍統局出動特務份子混入台北市中山堂處理委員會現場展開情蒐與分化工作，並進行大聲鼓譟與擾亂會場，特務份子並於處委會處理大綱中添加軍統所擬的各種脫軌的要求，做為後來被認定為反叛中央的條件，以為鎮壓的證據:140-141、146:207-213、221-231、308-319，於混亂情況下另外再被特務份子加入不合宜的要求，製造國軍鎮壓的藉口:96-103:223-232:140-141、146:23-24:327-337、357-366。
同日下午，處理委員會代表黃朝琴、王添灯、吳國信等人將處理大綱面交陳儀:202-207，但遭得知援軍將抵達的陳儀拒絕:54-61:145-158:223-232:23-24:357-366，後者並指控處理委員會公然叛亂:96-103。會面結束後，王添灯在晚上6時透過臺灣廣播電臺說明事件原因和經過:161-169，並宣讀《三十二條處理大綱》內文與遭陳儀拒絕的詳情:223-232:366-373，表示處理委員會協調和建言任務結束:96-103:54-61:145-158。同時陳儀知悉國軍增援部隊即將到達，開始擬定詳盡的武力掃蕩計畫，下令部隊集合待命:234-238、維持交通與發電廠:202-207:467-472、監視處理委員會行動等:66-68:233-239:493-503。到了隔天，黃朝琴、劉啟光等處理委員會成員向行政長官公署與警備總司令部表態撤回處理大綱:233-239:438-458，政治建設協會亦發表《告同胞書》表示反對:366-373。

### 遭到整肅

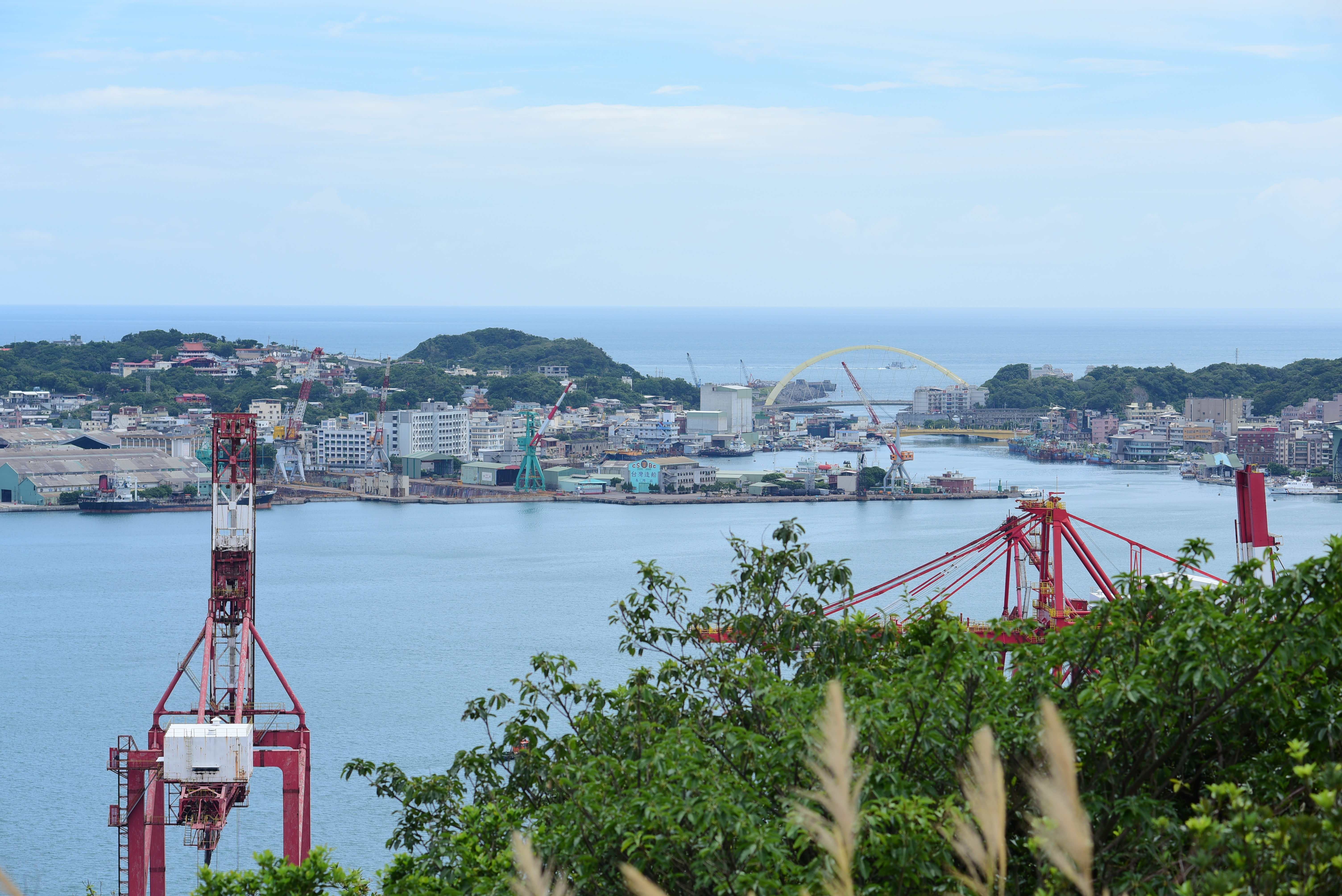
基隆和平島，原名「社寮島」，二二八事件在軍隊的武力掃蕩下，海面上遍滿浮屍，令人害怕，為祈求和平、殺戮不再，社寮島於1947年二二八事件後更名為「和平島」。

3月8日中午12時，張慕陶向處理委員會成員肯定政治改革目標，並表示政府不會調派軍隊:105-116；而只要民眾不要求解除武裝:105-116，亦不會採取軍事行動:264-269:145-158:233-239:366-373。到了下午2時，前往臺灣調查的閩臺區監察使楊亮功:233-239:472-480，和由劉雨卿領導、約7,000名兵力的整編第21師和憲兵第4團陸續自基隆港登陸:66-68:438-458、467-472，另有3,000名兵力自高雄港登陸:105-116:163-176:26-30。
晚上10時30分，行政長官公署下令總攻擊:234-238、264-269，在中山堂處理委員會處理各部門事務的二百多名青年學生遭軍隊殺害，開會者遭到逮捕或擊斃:105-116:66-68:163-176:240-246:26-30。隔天凌晨，憲兵第21師第1營抵達臺北市後:467-472，陳儀依《戒嚴法》宣布臺北、基隆地區全面戒嚴:105-116:66-68:240-246:26-30:472-480；部隊進駐圓山地區、警備總司令部、行政長官公署、臺灣銀行等地:233-239，並因士兵開火造成多人死傷:66-68:163-176:26-30。接受政府號召參與維護治安工作的一百多名不滿二十歲的各學校中學生，被軍隊拘捕押到圓山倉庫廣場前集體射殺，此即圓山事件:105-116:231-234:163-176:240-246:147-148。部隊之後依計畫鞏固基隆、臺北、新竹地區:66-68:26-30，在將臺灣各地分成5個綏靖區後，南北兩路部隊分別向北和向南推進掃蕩:154-161:163-176:438-458。
3月10日，陳儀下令解散處理委員會和其各地分會等「非法組織」:54-61、66-68，將成員列為黑名單:120-126:234-238、329-333:223-232:472-480；查封《民報》、《人民導報》、《大明報》，《中外日報》等民間報社:472-480；審查學校職員:120-126:66-68:472-480；查扣反動刊物:66-68；禁止集會遊行，自此控制相關報導。行政長官公署還派遣軍警人員，以叛亂罪逮捕或暗殺處理委員會各部門幹部:66-68、國民大會代表、地方仕紳和社會菁英:264-269:176-186:247-259:30-32:493-503，僅有林獻堂、陳逸松、劉明等少數人倖免:329-333。

## 各地方會
1947年3月2日下午，二二八事件處理委員會首次在中山堂舉行，台灣其餘各地紛紛成立各地方的處理委員會，協調並處理因一天前圓環緝煙事件，引發的各地暴動及政治訴求。根據二二八檔案，記錄以下27個處理委員會。其中（臺北）二二八事件處理委員會為最重要的第一層處委會，人口較多的縣市地區為第二層處委會，其餘為第三層處委會。各處委會之名單，主要來自分布在全臺各地的情治人員提供之「密報」，其中不無虛構造假的情況。